# Tottenham Hotspur FC Women
Tottenham Hotspur F.C. Women är ett engelskt damfotbollslag som spelar i Women's Super League, WSL. 
Laget är anslutet till Tottenham Hotspur FC men bildades 1985 som Broxbourne Ladies av damfotbollsspelarna Sue Sharples och Kay Brough som hade starka kopplingar till Tottenham Hotspur FC som anställda och fans till Londonklubben. Broxbourne Ladies spelade i Tottenhams matchställ skänkta av Tottenhams dåvarande materialförvaltare Johnny Wallis. Inför säsongen 1991/92 fick Broxbourne Ladies tillåtelse att byta namn till Tottenham Hotspur Ladies FC, i förkortad form Spurs Ladies. Inför debutsäsongen i WSL 2019/20 ändrades det officiella namnet till Tottenham Hotspur Women, populärt Spurs Women.
Lagets högsta placering i WSL är en femteplats, säsongen 2021/22. Säsongen 2023/24 förlorade Tottenham Women sin första final i Women's FA Cup (tidigare FA Women's Cup) mot Manchester United WFC.
Hemmamatcherna spelas på Brisbane Road, hemmaplan för Leyton Orient. Enstaka större matcher spelas på Tottenham Hotspur Stadium. Spurs Womens historiska första match på Tottenham Hotspur Stadium 2019, lokalderbyt mot Arsenal WFC, lockade 38262 åskådare, ett publikrekord i WSL som stod sig till 2022 när 47367 personer såg motsvarande "north London derby" på Emirates Stadium.
Spurs Women tränar på samma träningsanläggning, "Hotspur Way", som herrlaget Tottenham Hotspur FC. Men en helt ny egen träningsakademi för damfotboll med elva fotbollsplaner och ett nytt klubbhus har fått klartecken att byggas.
Svensken Robert Vilahamn tränade laget under två säsonger, från juli 2023 till juni 2025. Under sin tid i klubben värvade han svenska spelare som Matilda Vinberg, Amanda Nildén och Josefine Rybrink samt Damallsvenska profiler som finskan Olga Athinen, danskan Olivia Holdt och ungerskan Anna Csiki.
Engelsmannen Martin Ho, tidigare tränare i norska SK Branns damlag, tog över som ny tränare i juli 2025.

## Svenska spelare
- 1999–2002:  Ulrika Hammarin; hon var även lagkapten för Spurs under delar av sin tid i klubben.
- 2024–:  Matilda Vinberg
- 2024–:  Amanda Nildén
- 2025–:  Josefine Rybrink